# Rebote lunar

Así funciona.

El rebote lunar (EME) (earth-moon-earth) es una forma de comunicación de radioaficionados originada por la propagación de ondas de radio por reflexión sobre la superficie de la Luna. 
Las bandas usadas son la VHF y la UHF.